# Pareriesthis ulrichi
Pareriesthis ulrichi är en skalbaggsart som beskrevs av Dombrow 1997. Pareriesthis ulrichi ingår i släktet Pareriesthis och familjen Melolonthidae. Inga underarter finns listade i Catalogue of Life.